# Tsundere Akuyaku Reijō Lieselotte to Jikkyō no Endō-kun to Kaisetsu no Kobayashi-san
Tsundere Akuyaku Reijō Lieselotte to Jikkyō no Endō-kun to Kaisetsu no Kobayashi-san (ツンデレ悪役令嬢リーゼロッテと実況の遠藤くんと解説の小林さん Tsundere Akuyaku Reijō Rīzerotte to Jikkyō no Endō-kun to Kaisetsu no Kobayashi-san?), conocida como Endo and Kobayashi Live! The Latest on Tsundere Villainess Lieselotte, es una serie de novelas ligeras escritas por Suzu Enoshima e ilustradas por Eihi. Se serializó en línea entre agosto de 2018 y febrero de 2019 en el sitio web de publicación de novelas generadas por usuarios Shōsetsuka ni Narō, y los 47 capítulos se publicaron más tarde en el sitio web de Kakuyomu en diciembre de 2019.
Más tarde fue adquirida por Fujimi Shobō, que publicó dos volúmenes entre el 10 de abril y el 9 de agosto de 2019 bajo su sello Kadokawa Books. La novela ligera tiene licencia en Norteamérica por J-Novel Club. Una adaptación a manga con arte de Rumiwo Sakaki se serializó en la revista de manga josei B's Log Comic de Enterbrain desde junio de 2019. Se ha recopilado en cinco volúmenes tankōbon hasta el momento. Una adaptación de la serie al anime producido por el estudio Tezuka Productions se estrenó en el bloque Animeism de MBS el 7 de enero de 2023.

## Argumento
Aoto Endō y Shihono Kobayashi, miembros del club de radiodifusión, deciden jugar a A Magical Romance, un videojuego otome que sigue las aventuras de la protagonista, Fiene, mientras se enamora de sus objetivos de captura mientras lucha contra la villana, Lieselotte Riefenstahl, que acaba consumida por la oscuridad y la tragedia en todas las rutas del juego. Aoto, tras leer el material complementario del juego, cree que Lieselotte es una incomprendida, afirmando que es una tsundere que tiene problemas para expresar sus sentimientos. Aoto y Shihono juegan el juego mientras cada uno ofrece comentarios en color y en directo, respectivamente, sólo para que el príncipe Siegwald Fitzenhagen, el prometido de Lieselotte, escuche sus palabras y las interprete como la palabra de Dios. A medida que Aoto y Shihono siguen comentando sobre Lieselotte, Siegwald empieza a comprender sus sentimientos y a evitar así el oscuro destino al que se enfrenta como villana incomprendida, lo que provoca cambios drásticos en el destino de su mundo.

## Personajes

### Principales
Lieselotte Riefenstahl (リーゼロッテ・リーフェンシュタール Rīzerotte Rīfenshutāru?)
 Seiyū: Tomori Kusunoki
La villana y antagonista del videojuego otome A Magical Romance quien es considerada una noble atractiva, alfabetizada y de muy alto nivel. Siendo la prometida de Siegwald, es seria y trabajadora, pero en realidad es solo una tsundere que no puede expresar honestamente sus sentimientos. Más adelante, se revela que estaba poseída por la Bruja de Antaño, resultándose que la entidad es nada más y nada menos que la mismísima diosa Lirenna, en un intento de matar a Fiene y destruir el mundo de fantasía (además del Reino de Fitzenhagen) durante la trama del juego original. Al final, Lieselotte por fin se casa con Siegwald.
Siegwald Fitzenhagen (ジークヴァルト・フィッツェンハーゲン Jīkuvaruto Fittsuenhāgen?)
Seiyū: Yuichi Nakamura, Mio Ninomiya (joven)
El personaje principal del videojuego otome A Magical Romance y uno de los objetivos de captura del juego. Es el príncipe heredero del Reino de Fitzenhagen, el prometido de Lieselotte (desde cuando eran niños) y el presidente del cuerpo estudiantil de la Academia Mágica. Es capaz de escuchar las voces de Endō y Kobayashi (a quienes los considera como las "Voces de los Dioses"), quienes estos le ayudan a comprender los sentimientos y las reacciones de su prometida. Al final, Siegwald logra casarse con Lieselotte.
Aoto Endō (遠藤碧人 Endō Aoto?)
 Seiyū: Kaito Ishikawa
Un estudiante ordinario de la Preparatoria Hanahashi Ikuei que se unió al club de radiodifusión por parte de Kobayashi y empezó a jugar A Magical Romance mediante las sugerencias de esta última. Fue un mejor deportista en el pasado antes de fracturarse el brazo, lo que lo obligó a abandonar el deporte y dejarlo totalmente deprimido. Es la primera vez que juega un juego otome, pero cuando sus voces de repente se vuelven audibles en el juego, él y Kobayashi se desafían a sí mismos a "jugada por jugada" para evitar un final malo para Lieselotte.
Shihono Kobayashi (小林詩帆乃 Kobayashi Shihono?)
 Seiyū: Kana Hanazawa
Una estudiante enérgica, miembro femenino del club de radiodifusión de la Preparatoria Hanahashi Ikuei y una otaku fascinada con los videojuegos otome, en especial, el juego A Magical Romance. Ella invitó a Endō al juego y mientras lo hacían, descubren que sus conversaciones hacen llegar a Siegwald y para salvar la vida de Lieselotte (que está condenada sin importar la ruta que elija), comienza a trabajar con Endō para darle un "oráculo".
Fiene (フィーネ Fīne?) / Fiene Riefenstahl (フィーネ・リーフェンシュタール Fīne Rīfenshutāru?)
 Seiyū: Miyu Tomita
Es la protagonista principal y la heroína del videojuego otome A Magical Romance. Aunque es una plebeya, ella ingresó a la Academia Mágica porque puede usar magia. Al estar rodeada por la élite aristocrática en un entorno desconocido, tiene algunos problemas para mantenerse al día con las clases. En la historia original, Fiene es acosada constantemente por Lieselotte por su acercamiento con Siegwald, pero la nueva Fiene durante la trama del juego tiende a cambiar por completo y se convierte en la hermana adoptiva de Lieselotte, después de que ella se entera de que en realidad es su prima y la hija de August, el fallecido hermano mayor de Bruno, patriarca de los Riefenstahl. Más adelante en medio de la conversación con Baldur, Fiene logra obtener el don de escuchar las voces de Endō y Kobayashi (al igual que Siegwald), después de haber adoptado atributos de la nobleza por parte de Lieselotte.

### Academia Mágica
Arthur Richter (アルトゥル・リヒター Aruturu Rihitā?)
 Seiyū: Ryōta Ōsaka
Es el amigo de Siegwald, hijo del conde Richter (un linaje de sacerdotes que sirven a los dioses) y uno de los personajes de objetivo de captura del juego A Magical Romance. Aunque es estudiante, es un usuario de magia de recuperación y ya está activo como sacerdote. Es considerado un joven atractivo, alegre y amable con todas las mujeres.
Fabian Oldenburg (ファビアン・オルテンブルク Fabian Orutenburuku?)
 Seiyū: Shun Horie
Es estudiante de la Academia Mágica que es considerado un genio en la magia. A pesar de su baja estatura, es uno de los personajes de captura más difíciles del juego y no le gustan tanto los adultos, especialmente los hombres.
Leon Schache (レオン・シャッヘ Reon Shahhe?)
 Seiyū: Taku Yashiro, Reo Osanai (joven)
El profesor de la Academia Mágica donde Fiene asiste actualmente. Al igual que Fabian, es también uno de los personajes de captura más difíciles del juego A Magical Romance. Él oculta el hecho de que es un usuario de magia fuerte debido a su nacimiento complicado y mantiene su distancia de los demás.

### Casa Riefenstahl
Baldur Riefenstahl (バルドゥール・リーフェンシュタール Barudūru Rīfenshutāru?)
 Seiyū: Tomokazu Sugita
El primo de Lieselotte, uno de los personajes de captura del juego A Magical Romance y un caballero aprendiz. Es una persona seria con excelentes habilidades en artes marciales, pero también es un poco "obstinado". Es elegido por Endō para que él protegiera a Fiene de los peligros que la pudieran afrontar.
Adelina Riefenstahl (アデリナ・リーフェンシュタール Aderina Rīfenshutāru?) y Katrina Riefenstahl (カトリーナ・リーフェンシュタール Katurina Rīfenshutāru?)
 Seiyū: Nanako Ōmoto (Adelina) y Nodoka Iikuma (Katrina)
Las segundas hijas de Bruno y las hermanas gemelas menores de Lieselotte.
Cecilie Riefenstahl (セシリー・リーフェンシュタール Seshiri Rīfenshutāru?)
 Seiyū: Yukine Shiraishi
La tercera hija de Bruno y la hermana más joven de los Riefenstahl. Ella conoce y se enamora a primera vista de Fabian, declarando que será su esposa en el futuro.
Bruno Riefenstahl (ブルーノ・リーフェンシュタール Burūno Rīfenshutāru?)
 Seiyū: Yū Maeda
El patriarca de la casa Riefenstahl y padre de Lieselotte, las gemelas Adelina y Katrina y de Cecilie.
Josephine Riefenstahl (ジョセフィン・リーフェンシュタール Yosefinu Rīfenshutāru?)
La esposa de Bruno, matriarca de la casa Riefenstahl y madre de Lieselotte, las gemelas Adelina y Katrina y de Cecilie.
August Riefenstahl (オーガスト・リーフェンシュタール Ōgasuto Rīfenshutāru?)
 Seiyū: Kenta Zaima
El fallecido hermano mayor de Bruno y padre biológico de Fiene. El tuvo un romance prohibido con Elizabeth, una marquesa de la casa Marschner a espaldas de todos los Riefenstahl. Murió tiempo antes de que Elizabeth diera a luz a su hija.

### Otros personajes
Elizabeth Marschner (リーザベト・マーシュナー Erizabeto Māshunā?)
 Seiyū: Sayaka Ohara
Es la madre biológica de Fiene, hija del duque Marschner y una ex marquesa de la casa Marschner. Ella tuvo un romance prohibido con August, miembro de la casa Riefenstahl, unos años antes de que Fiene naciera. Desde la muerte de August, ella y su hija de dedicaron a vagar errantemente por todas partes, antes de enviarla directamente a la Academia Mágica por motivos de protección.

## Contenido de la obra

### Novela ligera
Tsundere Akuyaku Reijō Rīzerotte to Jikkyō no Endō-kun to Kaisetsu no Kobayashi-san es escrito por Suzu Enoshima, quien comenzó a serializarla originalmente en el sitio web de publicación de novelas generadas usuarios Shōsetsuka ni Narō desde agosto de 2018 hasta febrero de 2019, estuvo disponible más tarde en Kakuyomu en diciembre de 2019. También fue adquirido más tarde por Fujimi Shobō, que publicó dos volúmenes de novelas ligeras con ilustraciones de Eihi entre el 10 de abril y el 9 de agosto de 2019 bajo su sello Kadokawa Books. La novela ligera tiene licencia en Norteamérica por J-Novel Club.
| Volúmenes de novelas ligeras publicadas | Volúmenes de novelas ligeras publicadas | Volúmenes de novelas ligeras publicadas |
| Número                                  | Fecha de publicación                    | ISBN                                    |
| --------------------------------------- | --------------------------------------- | --------------------------------------- |
| 1                                       | 10 de abril de 2019                     | ISBN 9784040730516                      |
| 2                                       | 9 de agosto de 2019                     | ISBN 9784040730547                      |

### Manga
Una adaptación a manga con arte de Rumiwo Sakaki ha sido serializada en la revista de manga josei B's Log Comic de Enterbrain desde junio de 2019. Se ha recopilado en cinco volúmenes de tankōbon hasta el momento.
| Volúmenes de novelas ligeras publicadas | Volúmenes de novelas ligeras publicadas | Volúmenes de novelas ligeras publicadas                  |
| Número                                  | Fecha de publicación                    | ISBN                                                     |
| --------------------------------------- | --------------------------------------- | -------------------------------------------------------- |
| 1                                       | 28 de diciembre de 2019                 | ISBN 9784047358737                                       |
| 2                                       | 31 de julio de 2020                     | ISBN 9784047361911                                       |
| 3                                       | 1 de mayo de 2021                       | ISBN 9784047365681                                       |
| 4                                       | 27 de diciembre de 2021                 | ISBN 9784047368842                                       |
| 5                                       | 1 de agosto de 2022                     | ISBN 9784047371217 ISBN 9784047371224 (edición especial) |

### Anime
El 24 de diciembre de 2021 se anunció una adaptación de la serie al anime. Más tarde se confirmó que era una adaptación producida por el estudio Tezuka Productions y dirigida por Fumihiro Yoshimura, con Tomoko Konparu supervisando los guiones de la serie, Miyuki Katayama diseñando los personajes y Tatsuhiko Saiki, Natsumi Tabuchi, Sayaka Aoki, Junko Nakajima y Kanade con Sakuma componiendo la banda sonora. Se estrenó del 7 de enero al 25 de marzo de 2023 en el bloque de programación Animeism del canal MBS, mientras que Sentai Filmworks obtuvo la licencia de la serie fuera de Asia. El tema de apertura es Ibitsu na Kotoba (イビツナコトバ lit. Palabras distorsionadas?) de Dazbee, mientras que el tema de cierre es Hana no Yō ni (花のように lit. Como una flor?) de Anna.

#### Lista de episodios
| N.º en serie | N.º en temp. | Título | Dirigido por                      | Escrito por    | Fecha de emisión original |
| --- | ------------ | --- | --------------------------------- | -------------- | ------------------------- |
| 1 | 1            | «La tsundere, el príncipe y las voces de los dioses» Transcripción: «Tsundere to Ōji to Ten no Koe» (en japonés: ツンデレと王子と天の声)                     | Masami Hata                       | Tomoko Konparu | 7 de enero de 2023        |
| ¡Kobayashi acaba de arrastrar a Endo a jugar su juego Otome favorito con ella! Pero si ella es una experta que conoce todos los spoilers, ¿por qué este juego se siente un poco ... ¿diferente?       |              | |                                   |                |                           |
| 2 | 2            | «La varita, maximizada y favorecida por los dioses» Transcripción: «Tsue to Kansuto to Kami no Chōai» (en japonés: 杖とカンストと神の寵愛)                   | Fumio Maezono                     | Tomoko Konparu | 14 de enero de 2023       |
| Para cambiar el terrible destino de la villana, ¡Endo y Kobayashi deben darle a Siegwald la primicia sobre las emociones de Lieselotte! Pero con tal tsundere, es más fácil decirlo que hacerlo.      |              | |                                   |                |                           |
| 3 | 3            | «El lazo, el estudiante de último curso y los sentimientos de amor» Transcripción: «Ribon to Senpai to Koigokoro» (en japonés: リボンと先輩と恋心)           | Isamu YamaguchiFumihiro Yoshimura | Mayumi Morita  | 21 de enero de 2023       |
| Endo y Kobayashi miran béisbol. Esto es complicado para Endo, quien dejó de jugar béisbol debido a una lesión. Mientras tanto, las tendencias tsundere de Lieselotte son fuertes como siempre.        |              | |                                   |                |                           |
| 4 | 4            | «El verano, volver a casa y echarte de menos» Transcripción: «Natsu to Kisei to Aitai Kimochi» (en japonés: 夏と帰省と会いたい気持ち)                        | Takuo Suzuki                      | Hiroko Fukuda  | 28 de enero de 2023       |
| A medida que la relación entre Fiene y Baldur da un giro, Lieselotte logra invitar a Fiene a su casa, con la ayuda de Siegwald. Las dos chicas profundizan su amistad.                                |              | |                                   |                |                           |
| 5 | 5            | «Madre e hija, hermanas y una primera cita» Transcripción: «Oyako to Shimai to Hatsu Dēto» (en japonés: 母娘と姉妹と初デート)                                | Fumio Maezono                     | Mayumi Morita  | 4 de febrero de 2023      |
| Mientras Endo y Kobayashi están paralizados por una revelación que no existía en ninguna de las historias del juego, Elizabeth comienza a contar la historia de los orígenes ocultos de Fiene.        |              | |                                   |                |                           |
| 6 | 6            | «Una pesadilla, el cobarde y la princesa llevan» Transcripción: «Akumu to Hetare to Hime Dakko» (en japonés: 悪夢とヘタレと姫抱っこ)                         | Yuri Uema                         | Hiroko Fukuda  | 11 de febrero de 2023     |
| A medida que tres relaciones dan grandes pasos hacia adelante, Fiene despierta repentinamente sus poderes, lo que le permite escuchar las voces de Endo y Kobayashi.                                  |              | |                                   |                |                           |
| 7 | 7            | «La profecía, el niño y la emisión en directo» Transcripción: «Shintaku to Shota to Namahōsō» (en japonés: 神託とショタと生放送)                             | Shintarō Matsui                   | Mayumi Morita  | 18 de febrero de 2023     |
| Las pesadillas de la bruja de antaño están carcomiendo a Lieselotte. Siegwald confirma su amor por su prometida. ¡Los dos enamorados lanzan a Endo y Kobayashi a un frenesí extático!                 |              | |                                   |                |                           |
| 8 | 8            | «Maestro y Discípulo, la Máscara y Tsunderealmente Enojada» Transcripción: «Shitei to Kamen to Tsungire Reijō» (en japonés: 師弟と仮面とツンギレ令嬢)        | Takuo Suzuki                      | Hiroko Fukuda  | 25 de febrero de 2023     |
| Baldur promete derrotar a la Bruja de antaño. Mientras tanto, Leon confiesa que adora a Elizabeth, pero tiene razones para permanecer en conflicto. Endo y Kobayashi miran.                           |              | |                                   |                |                           |
| 9 | 9            | «El Vestido, el Festival Escolar y las Emociones Desbordadas» Transcripción: «Doresu to Bunkasai to Afureru Omoi» (en japonés: ドレスと文化祭とあふれる想い) | Shintarō Matsui                   | Mayumi Morita  | 4 de marzo de 2023        |
| Lieselotte se defiende a sí misma. Endo y Kobayashi están encantados de ver a Siegwald y Lieselotte compartir sus sentimientos. Endo expresa su ansiedad.                                             |              | |                                   |                |                           |
| 10 | 10           | «La Flor de Lirene, el Baile y la Bruja» Transcripción: «Rena no Hana to Budōkai to Majo» (en japonés: レナの花と舞踏会と魔女)                               | Fumio Maezono                     | Hiroko Fukuda  | 11 de marzo de 2023       |
| El Festival de la Gratitud ha llegado. Baldur y Fiene reafirman sus sentimientos el uno para el otro. Mientras tanto, el tiempo se agota hasta el enfrentamiento con la Bruja de antaño.              |              | |                                   |                |                           |
| 11 | 11           | «La Bruja, la Diosa y el Mito de la Creación» Transcripción: «Majo to Megami to Hajimari no Shinwa» (en japonés: 魔女と女神と始まりの神話)                   | Takuo Suzuki                      | Tomoko Konparu | 18 de marzo de 2023       |
| La Bruja de antaño se revela por fin, y su miasma amenaza con tragarse a Lieselotte. ¿Logrará la pandilla derrotar a la Bruja de antaño a través del poder del amor?                                  |              | |                                   |                |                           |
| 12 | 12           | «El Mejor Final Feliz de Todos los Finales Felices» Transcripción: «Saikō o Koeta Saikō no Happī Endo!» (en japonés: 最高を超えた最高のハッピーエンド!)      | Fumihiro Yoshimura                | Tomoko Konparu | 25 de marzo de 2023       |
| Siegwald le propone matrimonio a Lieselotte. Chiyono es secuestrada por Kuon. A medida que el mundo del juego y la realidad se cruzan, ¿cómo se desarrollarán sus historias de amor y lucha al final? |              | |                                   |                |                           |

## Recepción
La serie tenía más de 500 mil copias en circulación en diciembre de 2021.